# Brendon Urie
Brendon Boyd Urie (St. George, Utah, 1987. április 12. –) a Panic! At The Disco énekese, basszusgitárosa.

## Élete
St. George-ban született. Ő az ötödik és legfiatalabb gyerek a családban. Anyai ágon őshonos hawaii felmenőkkel rendelkezik. Mormon családban nevelkedett, de elhagyta ezt a hitet 17 éves korában. Urie a Palo Verde High Schoolba járt, ahol megismerkedett az ex-Panic basszusgitárosával, Brent Wilsonnal. Wilson megkérdezte Urie-t, hogy belépne-e a zenekarába, mivel szükségük volt egy gitároscserére. 
Urie azt vallja, hogy ő volt a „fogyatékos a középiskolában”, és hogy sokszor volt a támadók kiszemeltje betegsége, az ADHD miatt. A Tropical Smoothie Caféban dolgozott, hogy fizetni tudja a banda próbatermének kiadását. A kávézóban gyakran énekelt a vevőknek. Azt nyilatkozta: „Bármit elénekeltem, amit abban az időben hallgattam, de eleget tettem a kéréseknek is. Emlékszem, énekeltem néhány Scorpions-dalt, néhány W.A.S.P. nyolcvanas himnuszt, általában jó borravalóért. Rengeteg dolog volt. Néhány ember szerette, néhány ember nem. Tiszteletben tartottam mások igényeit, de volt egy pár bejövő ember, akik megkértek, hogy énekeljek. Ez még mindig vicces.”

## Karrier

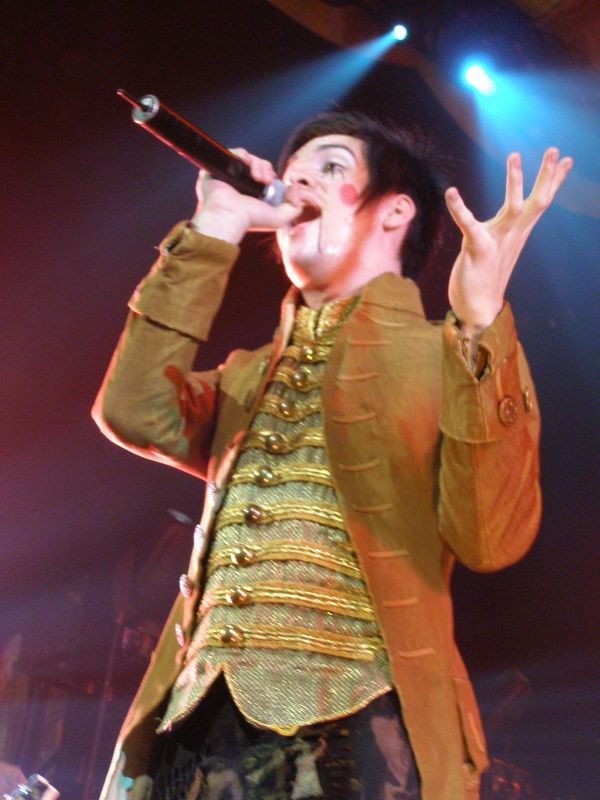
Brendon 2006-ban

### Panic! At The Disco
Urie találkozott Brent Wilsonnal, miközben felvetette neki a gitár oktatást, megkérdezte tőle Wilson, hogy nem próbálkozna-e meg a vezető gitáros szereppel a Panic! At The Disco-ban, mivel akkor váltották le a régit. Eredetileg Ryan Ross volt a vezető énekes. Amikor Urie megtölti Ross idején a zenekari próbatermet, le voltak nyűgözve Urie énektudásán, és Őt választották énekesnek. 

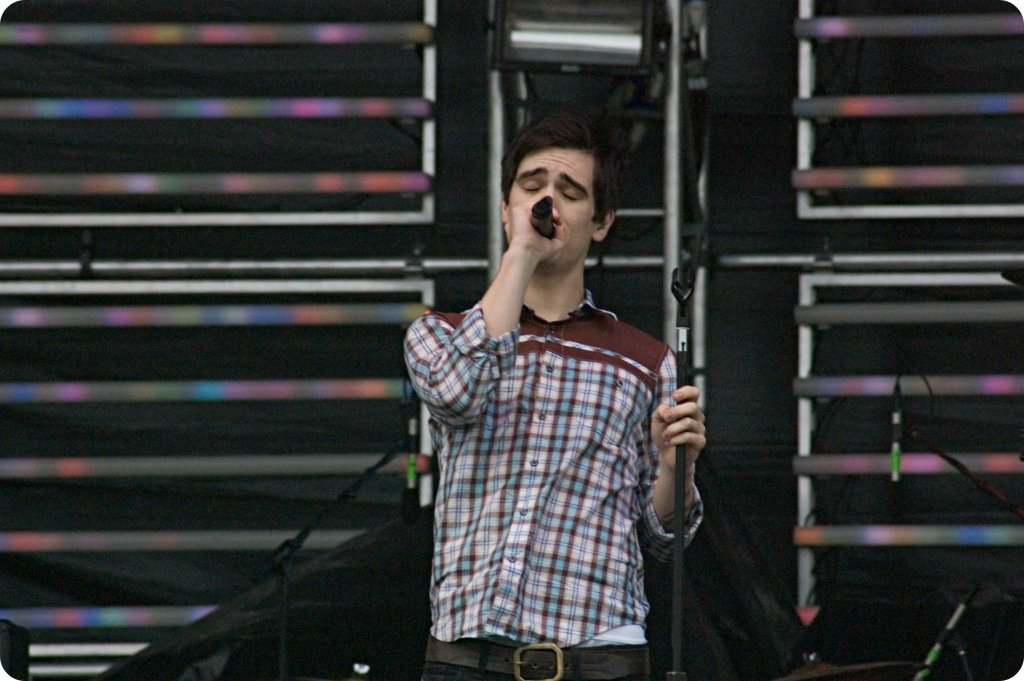
Urie 2007-ben

Azóta a Panic! At The Disco kiadta az ötödik albumukat is, amin Urie énekel. A 2005-ben megjelent Fever You Can't Sweat Out a(z) "I Write Sins Not Tragedies" című számmal elérte az 1,8 millió eladást. A második albumuknál, Pretty. Odd. (2008), Urie megragadta költői erejét és írt két dalt az albumra; ezek a zeneszámok az “I Have Friends in Holy Spaces" és a fesztiválok kedvence a "Folkin' Around". Ő írta még a "New Perspective" c. számot, ami az Ördög bújt beléd filmzenéje lett.
2011. március 22-én a banda kiadta harmadik albumát is Ryan és Walker kilépése után, ami a Vices&Virtues nevet kapta. 2013. október 8-án negyedik albumuk, “Too Weird to Live, Too Rare to Die” megjelent. Ez debütált a második helyen a Billboard 200-on. 2014. július 21-én Urie megnyerte a "legjobb vokálos"-nak járó díjat az Alternative Press Music Awardon. 2015-ben a bandát alapító dobos kilépett a bandából és a basszusgitáros Dallon Weekes eltért a hivatalos felállástól, visszavesz az életből, és egyedül hagyta Brendont.

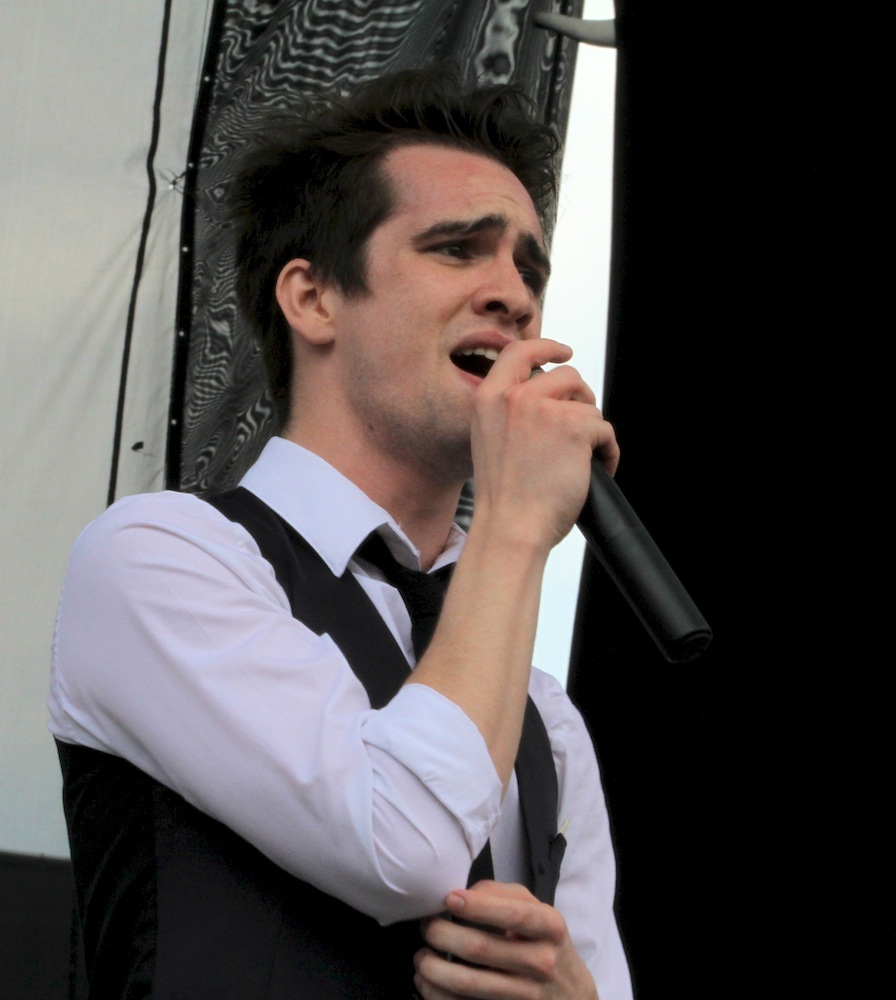
Urie fellépett a Panic! At The Disco-val 2011-ben

2015. január 15-én megjelent ötödik albumuk, Death of a Bachelor, ami a végén megszerezte a zenekar legjobb eladási hetét, és az első számú albumuk lett.
2018. június 22-én megjelent hatodik albumuk, a Pray For The Wicked. Az ezen a lemezen található “High Hopes” című dal nagy sikereket ért el, az iTunes-on többször is első helyezett lett.

### Más projektek
Brendon elénekelte Patrick Stumppal a "One of those nights" (The Cab) című dalt a debütáló albumokról, Wishper War. Ő is feltűnt a Razzia Árnyékában, a musical által létrehozott banda (Forgive Durden) turnézott a Panic! At The Discoval, és ott lettek közeli barátok. A korábbi billentyűs, Eric Ronick bandája, Black Gold is kapott részt a "Plans and Reveries" c. dalban.  

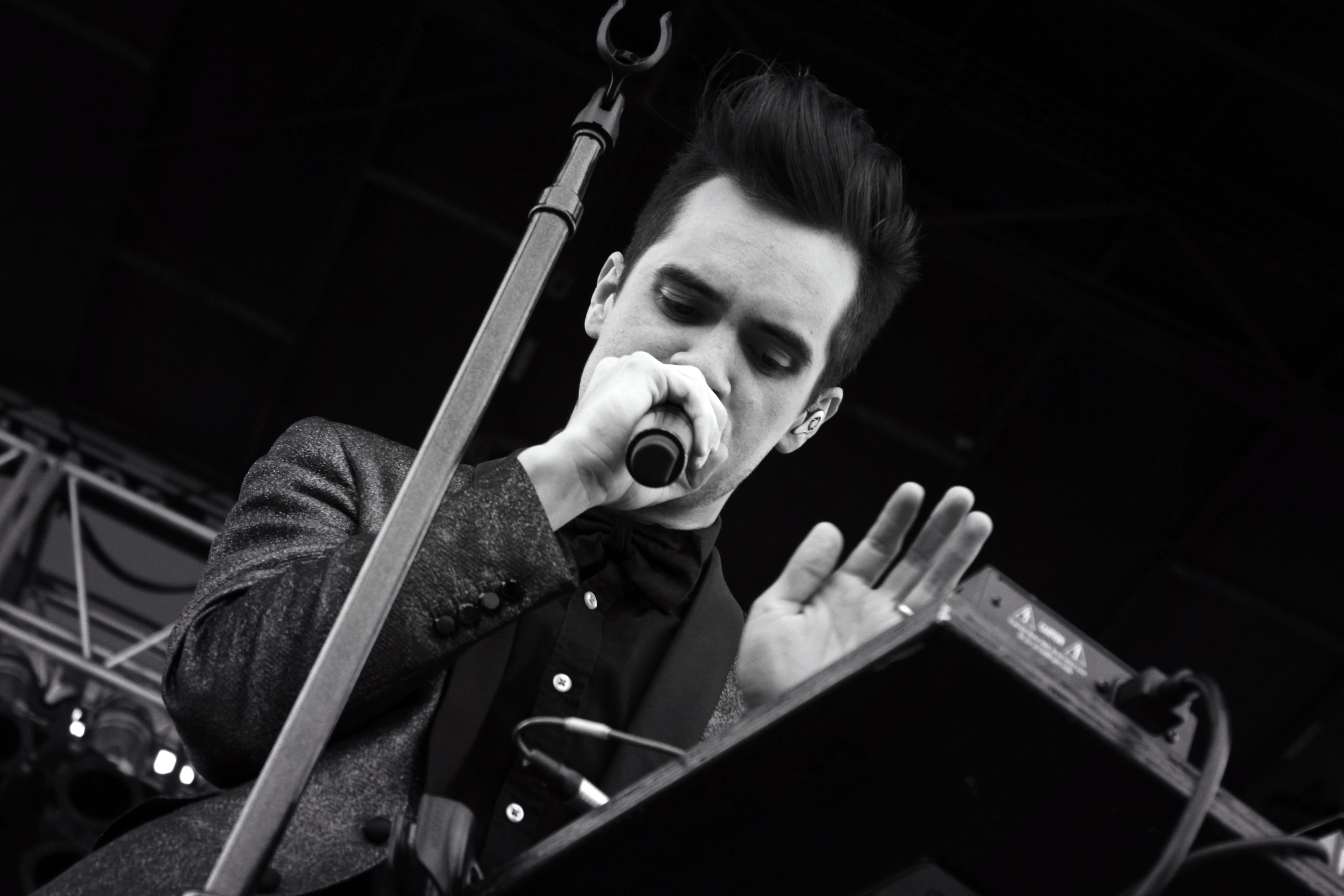
Urie 2014-ben

Továbbá csatlakozott pár dal erejéig a Fall Out Boyhoz. Ő énekelt a "What a catch, Donnie" és a "20 dollar nose bleed" című számban a Fall Out Boy 2008-as albumáról (Folie à Deux). Háttérénekelt még a "7 minutes in Heavens" számban a Fall Out Boy From Under The Cork Tree lemezén.
Készített még egyéb kollaborációkat; a “Roses” című szám mindenkit meglepett, ugyanis a rockénekes hangja Juice Wrld és Benny Blanco mellett hallható. Van közös dala azonban Travie McCoyjal, Lil Dickyvel, az Everytime I Diejal és a Fun.-nal is. 
2018 májusától augusztusig a Broadwayen is látható volt. A “Kinky Boots” című musicalben játszotta a főszereplőt.

## Magánélete
2013. április 27-én feleségül vette Sarah Orzechowskit. Urie már korábban is beszélt róla nyilvánosan, hogy "kísérletezett" férfiakkal is, 2018 júliusában pánszexuálisként határozta meg magát: "Feleségül vettem egy nőt, akit nagyon szeretek. De nem utasítom el a férfiakat a nemük miatt, mert én az embereket szeretem. Azt hiszem, nevezhetünk engem pánszexuálisnak, mert tényleg nem érdekel a nem. Ha valaki nagyszerű személy, akkor nagyszerű. Egyszerűen szeretem a jó embereket, akiknek helyén van a szíve. Határozottan vonzódok a férfiakhoz. Egyszerűen csak emberekhez vonzódok."

## Fordítás
Ez a szócikk részben vagy egészben  a   Brendon Urie című angol Wikipédia-szócikk ezen változatának fordításán alapul.  Az eredeti cikk szerkesztőit annak laptörténete sorolja fel. Ez a jelzés csupán a megfogalmazás eredetét és a szerzői jogokat jelzi, nem szolgál a cikkben szereplő információk forrásmegjelöléseként.